# 生産性 (言語学)
生産性（せいさんせい、英語: productivity）という用語は、言語学において、次の2つの意味で使われる。
1. 言語の生産性。人間の言語に見られる、新しい言語表現を際限なくいくらでも作れる性質。創造性 (creativity) ともいう。
2. 文法項目の生産性。規則や構文といった文法項目が適用できる範囲の広さ。生産性の低いものが限られた語彙項目にしか適用できないのに対し、生産性の高いものはより多くの項目に適用可能である。

この項では主に文法項目の生産性について扱う。

## 概要
生産性の研究は主として形態論の分野でなされてきたが、統語論にも当てはまると考える学者もいる。
生産性を決定する重要な要因の1つがタイプ頻度であることについては同意が得られている。例えば、日本語の「暖かさ・厚さ・冷たさ・薄さ」などを構成する「〜さ」という形態素・構文はあらゆる形容詞（また多くの形容動詞）に適用可能であり、生産性が高い。一方で「暖かみ・厚み」などの「〜み」が適用できるのは一部の形容詞に限られており、生産性が低い（「*冷たみ・*薄み」などは許容されない）。この場合、あるコーパスに現れる「〜さ」という語のタイプは「〜み」のタイプに比べて色々な種類があると予想される。
生産性は歴史的に大きく変化する場合がある。例えば上代日本語では述語を名詞化する方法として「ク語法」がほぼ全ての述語に適用可能であったが、ク語法はその後生産性を失い、「思惑」「老いらく」などの名詞、「恐らく」「願わくは」などの副詞として痕跡的に残るのみとなった。連体形をそのまま名詞的に用いる方法もあったが現代では廃れ、「こと」「の」を接続する方法が普通となっている。逆に明治以降に音訳として作られた「的」は、様々な場合に適用されて形容動詞の重要な構成方法となった。